# Брахтталь
Брахтталь (нем. Brachttal) — община в Германии, в земле Гессен. Подчиняется административному округу Дармштадт. Входит в состав района Майн-Кинциг.  Население составляет 5168 человек (на 31 декабря 2010 года). Занимает площадь 30,85 км².
Община подразделяется на 6 сельских округов.